# 奥斯汀·斯威夫特
奧斯汀‧金斯利‧斯威夫特（英語：Austin Kingsley Swift，1992年3月11日—），是一名美國演員，他是美國創作歌手泰勒·斯威夫特的弟弟。

## 早年生活
奧斯汀‧斯威夫特是家中最小的成員。他的姐姐為美國創作歌手泰勒·斯威夫特。
泰勒跟奧斯汀都出生於美國賓夕法尼亞州雷丁雷丁醫院，2004年他們的父母帶著14歲的泰勒跟12歲的奧斯汀一起搬到美國田纳西州纳什维尔，他們的父母帶著他們搬到納許維爾是為了實現泰勒追隨當歌手的夢想。

## 在學及職業生涯
奧斯汀在2015年畢業於美國聖母大學，在學期間他學習電影。之後再2016年演出他的第一部電影I.T.。

## 影視作品
| 年份 | 電影名稱               | 角色                    | 描述           |
| ---- | ---------------------- | ----------------------- | -------------- |
| 2016 | I.T.                   | Lance                   | 第一部影視作品 |
| 2016 | Live by Night          | Mayweather              |                |
| 2017 | Embeds                 | Colin                   | 電視劇；2集    |
| 2017 | Still the King         | Tyler                   | 電視劇；1集    |
| 2018 | Cover Versions         | Kirk                    |                |
| 2019 | Christmas Tree Farm    | Austin Swift （他自己） |                |
| TBA  | Whaling                | J.T.                    |                |
| TBA  | We Summon the Darkness | Ivan                    |                |

## 外部連結
- 奥斯汀·斯威夫特在互联网电影资料库（IMDb）上的資料（英文）